# ليتوكس
بلدية ليتوكس (بالإسبانية: Letux) هي بلدية تقع في مقاطعة سرقسطة التابعة لمنطقة أراغون شمال شرق إسبانيا.

## الديموغرافيا
بلغ عدد سكان بلدية ليتوكس 428 نسمة عام 2011 (وفقاً للمعهد الوطني الإسباني للإحصاء).
| 506 | 481 | 473 | 413 | 438 | 452 | 428 |